# Eupolyphaga hengduana
Eupolyphaga hengduana är en kackerlacksart som beskrevs av Patrick C.Y. Woo och P. Feng 1992. Eupolyphaga hengduana ingår i släktet Eupolyphaga och familjen Polyphagidae. Inga underarter finns listade i Catalogue of Life.